# SummerSlam (2007)
SummerSlam (2007) — двадцатое ежегодное pay-per-view "PPV" шоу "SummerSlam", которое проводит промоушн "WWE". Шоу прошло 26 августа 2007 года на арене «Arena Continental Airlines» в районе Ист-Ратерфорд, Нью-Джерси. На шоу проводились матчи, в которых принимали участие звёзды брендов «RAW", «SmackDown!" и "ECW". Билеты на шоу поступили в продажу 30 декабря 2006 года и были распроданы за сорок минут.

## Предыстория

### Рэнди Ортон и Джон Сина
Главным событием на SummerSlam стал матч за титул чемпиона WWE между Рэнди Ортоном и Джоном Синой. На The Great American Bash (2007) Джон Сина победил Бобби Лэшли и сохранил свой титул Чемпиона "WWE". На "RAW" после "The Great American Bash" Рэнди Ортон вступил в противоборство с Синой и провёл ему "RKO". После этого исполнительный помощник генерального менеджера Джонатан Коучмэн объявил, что на "SummerSlam" Сина будет драться с Ортоном за титул чемпиона "WWE". На "Saturday Night’s Main Event" от 18 июля после матча Сины против Карлито, в котором выиграл Сина, Ортон снова боролся с Синой, проведя ему "RKO на железный стул".

### Великий Кали и Батиста
На "The Great American Bash 2007" Великий Кали защитил титул чемпиона мира в тяжёлом весе от Батисты и Кейна. Пять дней спустя на SmackDown Батиста бросил вызов Кали на матч за титул чемпиона в тяжёлом весе на "SummerSlam". На следующей неделе во время шоу "SmackDown!" генеральный менеджер Теодор Лонг объявил, что на "SummerSlam" Кали будет защищать свой титул чемпиона мира в тяжёлом весе против Батисты.

### Джон Моррисон и СМ Панк
На "The Great American Bash 2007" Джон Моррисон победил СМ Панка и защитил свой титул чемпиона ECW. На выпуске "ECW" от 31 июля СМ Панк победил Томми Дримера и Элайджу Берка. На следующем выпуске СМ Панк победил Джона Моррисона матче «15 минут славы» и заработал матч на "SummerSlam" за титул чемпиона ECW.

### Рей Мистерио и Чаво Герреро
Противостояние Рея Мистерио и Чаво Герреро началось на Great American Bash 2006. Во время матча Рея Мистерио и Короля Букера за титул чемпиона мира в тяжёлом весе Чаво Герреро вмешался в бой и атаковал Рея "стулом". Через месяц на "SummerSlam 2006" Герреро одержал победу над Мистерио. В следующем поединке мексиканцев на "No Mercy 2006" Мистерио победил Герреро в матче с «удержаниями где угодно». Через две недели на шоу "RAW" Чаво Герреро победил Рея Мистерио В «I Quit» матче. Во время матча Мистерио получил серьёзную травму левого колена. В начале августа 2007 года был назначен матч Рея Мистерио и Чаво Герреро на "SummerSlam".

## Ход событий на шоу
В «тёмном матче», начавшемся до выхода "PPV" в эфир, Командные чемпионы мира Лэнс Кейд и Тревор Мёрдок победили первых претендентов на титул — команду Пола Лондона и Брайана Кендрика.

### Второстепенные матчи шоу
Первым матчем после выхода "SummerSlam 2007" в эфир был поединок Кейна и Финли. С первых минут матча доминировал Кейн. В конце поединка он несколько раз пытался применить против Финли «чокслэм», но травмированные ребра его подводили. В конце концов, Кейну всё-таки удалось применить свой "финишёр" и удержать Финли до трёх.
Вторым матчем был матч «тройной угрозы» за интерконтинентальный титул между чемпионом Фату Эдди "Умага" и претендентами в лице Мистера Кеннеди и Карлито. В начале матча претенденты объединили свои усилия против чемпиона, но вскоре их альянс распался после того, как Мистер Кеннеди атаковал Карлито. Умага этим воспользовался и провёл «Самоанский Дроп" Карлито, а затем и Слэм Мистеру Кеннеди. В концовке матча Мистер Кеннеди почти совершил успешное "удержание" Карлито, но на него из-за спины напал Умага, разбив "удержание" и применив "Самоанский шип", после чего удержал его до трёх, защитив свой титул.
В третьем матче эфира было противостояние Рея Мистерио и Чаво Герреро. Это был первый матч Мистерио после его возвращения. Рей применил инициативу ещё в начале поединка. Ближе к концу матча Герреро применил против Рея "Гори Бомб", но Рей смог освободиться. После этого Чаво применил против оппонента несколько «суплексов", но Рей контратаковал и провёл Герреро серию из "хураканраны", «619" и "сплеша", что помогло ему удержать оппонента до трёх и одержать победу в поединке.
Четвёртым матчем был "Межбрендовый" «баттл-роял" для див, победу в котором одержала Бет Финикс.
Список вылетов:
| Номер выхода | Дива           | Бренд     | Номер вылета | Кем выброшена   |
| ------------ | -------------- | --------- | ------------ | --------------- |
| 1            | Mария          | Raw       | 2            | Холл            |
| 2            | Бет Финикс     | Raw       | —            | Победительница  |
| 3            | Мелина         | Raw       | 9            | МакКул и Уилсон |
| 4            | Джиллиан Холл  | Raw       | 7            | Уилсон          |
| 5            | Микки Джеймс   | Raw       | 8            | Мелина          |
| 6            | Торри Уилсон   | SmackDown | 10           | Финикс          |
| 7            | Виктория       | SmackDown | 4            | Маршал          |
| 8            | Кристал Маршал | SmackDown | 5            | МакКул          |
| 9            | Мишель МакКул  | SmackDown | 11           | Финикс          |
| 10           | Лейла          | ECW       | 3            | Мелина          |
| 11           | Келли Келли    | ECW       | 6            | Финикс и Холл   |
| 12           | Брук Адамс     | ECW       | 1            | Финикс          |

Вскоре после окончания баттл-рояла на ринг вышел чемпион Соединённых штатов Монтел Вонтевиус Портер
P и вызвал Мэтта Харди на поединок по питью пива. Вышедший Харди отказался, но предложил вместо себя замену в лице Стива Остина. "Ледяная глыба" вышел на ринг, поприветствовал Харди, затем дразняще спародировал предматчевую разминку Монтела и, прежде чем стартовал поединок, провёл тому "Стоун Колд Станнер"., после чего покинул площадку.
В пятом матче эфира Джон Моррисон защищал титул чемпиона "ECW" от СМ Панка. С самого начала поединка инициатива переходила от одного рестлера к другому. В концовке матча СМ Панк попытался провести Джону Моррисону "кроссбоди", но Моррисон зацепился за канаты, и СМ Панк упал. Моррисон применил против оппонента "удержание сворачиванием" с ногами на канатах, но рефери этого не заметил, отсчитал до трёх и присудил победу Моррисону. Таким образом, Джон «нечестным путём" сохранил свой титул.

### Главные матчи шоу
Далее состоялся матч между вернувшимся после травмы Трипл Эйчем и Королём Букером. Почти весь поединок инициативу держал Трипл Эйч. Только несколько раз Букеру удавалось хоть как-то контратаковать. В конце поединка Трипл Эйч применил против оппонента "Педигри", после чего удержал его до трёх.
Предпоследним на шоу был матч за чемпионство мира в тяжёлом весе между чемпионом Великим Кали и претендентом Батистой. Противостояние прошло в основном с перевесом в сторону чемпиона, однако в концовке тот нанёс претенденту удар "железным стулом", за что был дисквалифицирован. В итоге, победу в матче одержал Батиста, однако чемпион в таком случае не теряет свой титул, если обратного не указано в правилах конкретного матча. Таким образом, Великий Кали остался чемпионом.
Последним матчем на "SummerSlam 2007" стал поединок за титул чемпиона "WWE" между чемпионом Джоном Синой и претендентом Рэнди Ортоном. Инициативой по началу владел чемпион, однако затем течение матча было в руках Ортона, который произвёл несколько попыток удержания, из которых Сина вырывался в последний момент. В конце поединка Ортон попытался провести Сине "Soccer Kick", но тот уклонился и зажал Ортона в коронный болевой. "Верховный хищник" дотянулся до канатов,  разбив таким образом болевой, а затем выполнил "RKO" и применил против оппонента удержание, но вновь только до двух. После этого претендент в очередной раз попытался атаковать чемпиона, но тот контратаковал, проведя сопернику "Atittude Adjusment", и удержал его до трёх, защитив титул и звание чемпиона.

## Результаты
| №                                                          | Результаты | Условия                                                                            | Время |
| ---------------------------------------------------------- | --- | ---------------------------------------------------------------------------------- | ----- |
| 1D                                                         | Ленс Кейд и Тревор Мёрдок (с) победили Пола Лондона и Брайана Кендрика                                                                                 | Командный матч за командное чемпионство мира                                       | 7:27  |
| 2                                                          | Кейн победил Финли | Одиночный матч                                                                     | 8:54  |
| 3                                                          | Умага (с) победил Карлито и Мистера Кеннеди | Матч «Тройная угроза» за титул интерконтинентального чемпиона WWE                  | 7:35  |
| 4                                                          | Рей Мистерио победил Чаво Герреро | Одиночный матч                                                                     | 12:06 |
| 5                                                          | Бет Финикс победила Мишель Маккул, Торри Уилсон, Мелину, Микки Джеймс, Джиллиан Холл, Келли Келли, Кристал Маршал, Викторию, Лейлу, Марию и Брук Адамс | Battle Royal для определения претендентки № 1 на звание чемпионки WWE среди женщин | 7:09  |
| 6                                                          | Джон Моррисон (с) победил СМ Панка | Одиночный матч за титул чемпиона ECW                                               | 7:09  |
| 7                                                          | Трипл Эйч победил Короля Букера | Одиночный матч                                                                     | 7:58  |
| 8                                                          | Батиста победил Великого Кали (с) (с Ранджин Сингом) по дисквалификации                                                                                | Одиночный матч за титул чемпиона мира в тяжёлом весе                               | 6:51  |
| 9                                                          | Джон Сина (c) победил Рэнди Ортона | Одиночный матч за титул чемпиона WWE                                               | 21:20 |
| - (ч) – чемпион на начало матча - D – означает тёмный матч | |                                                                                    |       |

## Приём
WWE заработали около 1 млн. долларов на продаже билетов. Из всего SummerSlam’a доходы составили около 18.8 млн долларов, что меньше прошлогоднего результата: SummerSlam (2006) заработал почти на 1 млн больше — 19,7 млн долларов.
PPV SummerSlam вышло на DVD 25 сентября 2007 года. DVD SummerSlam купили 537 тысяч человек, что на 8 тысяч больше, чем в прошлом году (529 тысяч человек)..
Канадский Wrestling Observer оценил шоу у 6,5 из 10 — это лучший результат, чем в прошлом году, где SummerSlam (2006) был оценен у 5,5 из 10.. Главное событие от бренда RAW (Сина против Ортона) получил оценку 7,5 из 10, а главное событие от SmackDown (Кали против Батисты) — 1 из 10.

## Примечание
1. ↑  Medalis, Kara A. "Whine up" to SummerSlam. World Wrestling Entertainment (26 июля 2007). Дата обращения: 3 сентября 2007. Архивировано 5 сентября 2013 года.
2. 1 2  SummerSlam details. World Wrestling Entertainment. Дата обращения: 3 сентября 2007. Архивировано 5 сентября 2013 года.
3. 1 2  Tello, Craig. Hot summer in Jersey. World Wrestling Entertainment (29 декабря 2006). Дата обращения: 3 сентября 2007. Архивировано 5 сентября 2013 года.
4. 1 2  SummerSlam 2007 results. Pro Wrestling History. Дата обращения: 8 декабря 2007. Архивировано 5 сентября 2013 года.
5. 1 2  SummerSlam 2007 (DVD). Stamford, Connecticut: WWE Home Video. 2007. WWE94600.
6. 1 2  SummerSlam sellout. World Wrestling Entertainment (30 декабря 2006). Дата обращения: 10 июня 2007. Архивировано 5 сентября 2013 года.
7. 1 2 3 4 5 6 7 8 9 10 11  Plummer, Dale; Tylwalk, Nick.: . Returns highlight SummerSlam. Slam! Sports. Canadian Online Explorer (27 августа 2007). Дата обращения: 24 октября 2007. Архивировано 18 апреля 2015 года.
8. ↑  Robinson, Bryan. The Champ in RKO's Crosshairs. World Wrestling Entertainment (23 июля 2007). Дата обращения: 8 декабря 2007. Архивировано 5 сентября 2013 года.
9. ↑  Robinson, Bryan. No More Laughing Matters. World Wrestling Entertainment (30 июля 2007). Дата обращения: 15 декабря 2007. Архивировано 5 сентября 2013 года.
10. ↑  Clayton, Corey. Legend Killer strikes on Saturday Night. World Wrestling Entertainment (18 августа 2007). Дата обращения: 21 ноября 2007. Архивировано 25 декабря 2007 года.
11. ↑  McAvennie, Mike. The Great Khali wins the big one. World Wrestling Entertainment (22 июля 2007). Дата обращения: 2 февраля 2008. Архивировано 14 января 2008 года.
12. ↑  Dee, Louie. Caught in the clutches. World Wrestling Entertainment (3 августа 2007). Дата обращения: 2 февраля 2008. Архивировано 5 сентября 2013 года.
13. ↑  Rote, Andrew. Morrison enlightens the Straightedge Superstar. World Wrestling Entertainment (22 июля 2007). Дата обращения: 21 ноября 2007. Архивировано 12 июля 2008 года.
14. ↑  Medalis, Kara A. Punk a step away from ECW fame. World Wrestling Entertainment (31 июля 2007). Дата обращения: 15 декабря 2007. Архивировано 5 сентября 2013 года.
15. ↑  Rote, Andrew. A chance for fame. World Wrestling Entertainment (31 июля 2007). Дата обращения: 21 ноября 2007. Архивировано 5 сентября 2013 года.
16. ↑  Medalis, Kara A. Punk gets a golden chance. World Wrestling Entertainment (7 августа 2007). Дата обращения: 15 декабря 2007. Архивировано 24 ноября 2007 года.
17. ↑  Hoffman, Brett. Shattered Dreams. World Wrestling Entertainment (23 июля 2006). Дата обращения: 16 декабря 2007. Архивировано 11 декабря 2007 года.
18. ↑  Medalis, Kara A. Chavo claims victory. World Wrestling Entertainment (20 августа 2006). Дата обращения: 16 декабря 2007. Архивировано 5 сентября 2013 года.
19. ↑  Hoffman, Brett. Family feud fall out. World Wrestling Entertainment (8 октября 2006). Дата обращения: 16 декабря 2007. Архивировано 5 сентября 2013 года.
20. 1 2  Starr, Noah. Rey under the knife. World Wrestling Entertainment (21 октября 2006). Дата обращения: 16 декабря 2007. Архивировано 5 сентября 2013 года.
21. 1 2  Hoffman, Brett. Kingdom saved. World Wrestling Entertainment (20 октября 2006). Дата обращения: 16 декабря 2007. Архивировано 5 сентября 2013 года.
22. ↑  McAvennie, Mike. A Rey of atonement for Vickie? World Wrestling Entertainment (5 августа 2007). Дата обращения: 26 марта 2008. Архивировано 5 сентября 2013 года.
23. ↑  Martin, Adam. Result of Dark Match that took place before SummerSlam tonight in NJ. WrestleView (26 августа 2007). Дата обращения: 31 октября 2007. Архивировано 5 сентября 2013 года.
24. ↑  Dee, Louie. Let the Party begin. World Wrestling Entertainment. Дата обращения: 3 сентября 2007. Архивировано 21 декабря 2007 года.
25. 1 2 3 4 5 6 7 8 9  Martin, Adam. SummerSlam PPV Results – 8/26 – East Rutherford, NJ (Cena/Orton). WrestleView (26 августа 2007). Дата обращения: 16 ноября 2007. Архивировано 5 сентября 2013 года.
26. ↑  Adkins, Greg. Double bulldozing... but barely. World Wrestling Entertainment. Дата обращения: 3 сентября 2007. Архивировано 13 ноября 2007 года.
27. ↑  McAvennie, Mike. Mysterio soars in his return. WWE. Дата обращения: 3 сентября 2007. Архивировано 30 декабря 2007 года.
28. ↑  Adkins, Greg. Phoenix rising. World Wrestling Entertainment. Дата обращения: 3 сентября 2007. Архивировано 11 декабря 2007 года.
29. ↑  McAvennie, Mike. Austin serves MVP the sting of beers. World Wrestling Entertainment. Дата обращения: 3 сентября 2007. Архивировано 9 января 2008 года.
30. ↑  DiFino, Lennie. Enlightened robbery. World Wrestling Entertainment (26 августа 2007). Дата обращения: 3 сентября 2007. Архивировано 21 декабря 2007 года.
31. ↑  Clayton, Corey. The proper pedigree: Triple H shows Booker who's king. World Wrestling Entertainment. Дата обращения: 3 сентября 2007. Архивировано 10 января 2008 года.
32. ↑  Dee, Louie. Punjabi robbery. WWE (26 августа 2007). Дата обращения: 3 сентября 2007. Архивировано 27 декабря 2007 года.
33. ↑  Robinson, Bryan. Champ's legend lives on. World Wrestling Entertainment (26 августа 2007). Дата обращения: 3 сентября 2007. Архивировано 3 января 2008 года.
34. ↑  SummerSlam (2007) Event results and figures. Pro Wrestling History. Дата обращения: 28 июля 2008. Архивировано 5 сентября 2013 года.
35. ↑  Inside Arenas: Continental Airlines Arena. Inside Arenas. Дата обращения: 28 июля 2008. Архивировано 5 сентября 2013 года.
36. ↑  WWE SummerSlam 2007. For Your Entertainment. Дата обращения: 28 июля 2008. Архивировано 5 сентября 2013 года.
37. ↑  WWE Reports 2007 Third Quarter Results (неопр.). — WWE, 2007. — 1 November. Архивировано 16 мая 2008 года.
38. ↑  Cohen, Eric. [prowrestling.about.com/b/2007/09/24/summerslam-2007-dvd-review.htm SummerSlam 2007 DVD Review]. About.com (24 сентября 2007). — «Watched in DVD format, the show is better because you can watch it at your leisure. With the exception of the Batista vs. Khali match, which is entertaining in a car-crash sort of way, nothing on the show is offensive. However, it isn't an exciting enough show to dedicate three straight hours to.» Дата обращения: 30 марта 2008. Архивировано 5 сентября 2013 года.
39. ↑  Siciliano, Mike. Palace Report: Thoughts on SummerSlam. WrestleView (27 августа 2007). — «From the reports I read, and the emails I've received, the World Heavyweight title match was vomit style ugly.» Дата обращения: 30 марта 2008. Архивировано 5 сентября 2013 года.
40. ↑  Anvils's Swagbag. SummerSlam 2007 results. The Wrestling Fan (26 августа 2007). — «Crowd SHIT on the DQ finish. Fuck it, I shit on the DQ finish. I never wanted to see this little nugget of crap anyway, but I at LEAST expected some kind of fucking conclusion. Now we are back in limbo. Batista won, but still isn’t champion. Fuck making jokes, this whole damn thing is a big gooey diarrhoea-esque mess. Get the belt off Khali and fire him ASAP. Then fire the booking team. Preferably out of a cannon.» Дата обращения: 30 марта 2008. Архивировано 5 сентября 2013 года.